# Хесо (Баден)
Хесо фон Баден (на немски: Hesso von Baden; † 13 септември 1297) е маркграф на Маркграфство Баден от 1288 до 1297 г.

## Произход и управление
Той е третият син на маркграф Рудолф I фон Баден († 19 ноември 1288) и Кунигунда фон фон Еберщайн († 12 април 1284/1290), дъщеря на граф Ото I фон Еберщайн.
Хесо управлява от 1288 г. маркграфство Баден заедно с братята му Херман VII (1288 – 1291), Рудолф II (1288 – 1295) и Рудолф III (1288 – 1332). След смъртта му е последван е от синът му Рудолф Хесо.

## Фамилия
Хесо се жени три пъти.
Първи брак: с Клара († пр. 10 юни 1291), дъщеря на граф Валтер III фон Клинген († 1286) София фон Фробург († 1291). С нея той има един син:
- Херман VIII († 1338)

Втори брак: с Ирменгард (* пр. 1264, † пр. 1278), дъщеря на граф Улрих I от Вюртемберг и Агнес от Силезия-Лужица.
Трети брак: с Аделхайд фон Ринек (Аделаида) († 1299), дъщеря на граф Герхард IV фон Ринек. С нея има син:
- Рудолф Хесо († 13 август 1335)